# Young Adult (film)
Young Adult è un film del 2011 diretto da Jason Reitman, sceneggiato da Diablo Cody e interpretato da Charlize Theron. Ascrivibile nel genere nel dark comedy, si tratta della seconda collaborazione tra Reitman e Cody dopo l'acclamato Juno del 2007.

## Trama
Mavis Gary è una bella trentasettenne, scrittrice della famosa collana Waverly Prep appartenente alla categoria Young Adult, di cui si appresta a pubblicare l'ultimo capitolo. La vita di Mavis non è però perfetta come sembrerebbe apparire: la donna non è soddisfatta del suo lavoro, in cui sente di non avere alcuna identità autoriale, e conduce un'esistenza molto travagliata, segnata da una dipendenza dall'alcool, tricotillomania e occasionali rapporti sessuali.
Una mattina riceve una e-mail con allegata la foto della figlia dal suo ex ragazzo del liceo, Buddy Slade, e di sua moglie Beth. La donna interpreta l'accaduto come un segno e decide di ritornare nel suo paese di nascita, Mercury, in Minnesota, per riconquistare Buddy. Si avvia così in auto, ascoltando continuamente il brano The Concept dei Teenage Fanclub. Arrivata a destinazione con la scusa di un affare immobiliare, ritrova casualmente in un pub l'ex compagno di liceo Matt Freehauf, vittima all'epoca di un feroce atto di omofobia (nonostante non fosse omosessuale) da parte di alcuni studenti; il pestaggio provocò a Matt degli irreparabili danni ai genitali e lo rese zoppo.
Mavis si ricorda di lui solo al racconto drammatico dell'uomo, che al contrario riconosce subito la donna, anche per la fama di bella ragazza assunta durante gli anni scolastici. Dopo aver bevuto, la donna rivela all'uomo che è tornata in città per distruggere il matrimonio di Buddy, a suo parere infelice, e tornare insieme a lui. Mavis inoltre rincontra malvolentieri la sua famiglia e ha tempo di perdersi nei ricordi della sua adolescenza, entrando nella stanza rimasta intatta dai tempi in cui era partita.
La donna organizza un incontro con Buddy in un bar, dove i due ricordano i tempi passati, e l'ex fidanzato la invita al concerto della rock band di cui fa parte sua moglie Beth assieme ad altre madri. Al concerto la band suona proprio The Concept, e Mavis ricorda a Buddy il significato che quella canzone aveva per loro due. Dopo il concerto Buddy torna a casa ubriaco, accompagnato da Mavis (poiché Beth era rimasta fuori con le amiche), e davanti alla porta di casa i due si scambiano un bacio, interrotti poi dal babysitter della bambina di Beth e Buddy. Il giorno seguente Buddy chiama ancora Mavis per invitarla al battesimo della figlia, e la donna interpreta il tutto come la conferma delle sue supposizioni sull'infelicità di Buddy.
Arrivata alla festa Mavis cerca sin dall'inizio un approccio con Buddy, il quale però, completamente sobrio, la rifiuta categoricamente. Preda di una crisi di nervi, Mavis cerca rifugio nell'alcool. Ubriaca, la sua rabbia esplode in seguito a un incidente provocato da Beth, che le macchia il vestito. La donna, ostinata, è convinta che Buddy sia infelice e che loro due sono fatti per stare insieme, rivelando inoltre che alcuni anni prima era rimasta incinta di Buddy ma, dopo un aborto spontaneo, aveva perso il bambino. Al termine della sfuriata, Buddy le rivela che l'invito al battesimo della figlia era un'idea della moglie, preoccupata per la condizione psicologica di Mavis.
La donna allora scappa e si rifugia da Matt, al quale confessa tutto l'accaduto. Disperata e rammaricata, Mavis ha un rapporto con lui. Al suo risveglio si dirige in cucina ancora profondamente turbata, e qui incrocia Sandra, la sorella di Matt, grande ammiratrice della scrittrice. La donna colloquia con Sandra rivelandole i suoi turbamenti e la voglia di cambiare se stessa, ma la ragazza le risponde che non deve farlo poiché, nonostante tutto, è migliore di qualunque altra persona che viva in quella città. Così Mavis decide di tornare a casa a Minneapolis e concludere l'ultimo capitolo della serie, con la morte del personaggio ispirato a Buddy.

## Accoglienza

### Incassi
A fronte di un budget di produzione di soli 12 milioni di dollari, il film ha incassato in patria 16 milioni di dollari, e quasi 23 milioni a livello mondiale, nonostante sia stato distribuito solo in un numero limitato di mercati al di fuori di quello statunitense.

### Critica
In patria la pellicola ha ricevuto critiche positive. In Internet ha registrato una valutazione dell'80% sul sito web Rotten Tomatoes, e una valutazione di 71/100 su Metacritic. Particolarmente apprezzate sono state la performance di Charlize Theron e la sceneggiatura di Diablo Cody.
Anche in Italia il film è stato accolto positivamente dalla maggior parte della critica e dal pubblico.

## Distribuzione
Il film è uscito nelle sale statunitensi il 9 dicembre 2011, mentre in Italia è arrivato il 9 marzo 2012.

## Riconoscimenti
- 2012 - Palm Springs International Film Festival
  - Vanguard Award for Creative Ensemble
  - Variety's Indie Impact Award
- 2012 - Critics' Choice Movie Award
  - Nomination Miglior attrice a Charlize Theron
  - Nomination Miglior attore non protagonista a Patton Oswalt
- 2012 - Dallas-Fort Worth Film Critics Association
  - Nomination Miglior attrice a [Charlize Theron
- 2012 - Georgia Film Critics Association Award
  - Nomination Miglior attrice a Charlize Theron
- 2012 - Detroit Film Critics Society
  - Nomination Miglior attrice a Charlize Theron
  - Nomination Miglior attore non protagonista a Patton Oswalt
- 2012 - Golden Globe
  - Nomination Migliore attrice in un film commedia o musicale a Charlize Theron
- 2012 - National Board of Review of Motion Pictures
  - Nomination Miglior attrice a Charlize Theron
- 2012 - Satellite Award
  - Nomination Migliore attrice a Charlize Theron
- 2012 - Eddie Awards
  - Nomination Best Edited Feature - Comedy or Musical
- 2012 - National Society of Film Critics
  - Nomination Miglior attore non protagonista a Patton Oswalt
- 2012 - Writers Guild of America Award
  - Nomination Miglior sceneggiatura originale a Diablo Cody
- 2012 - Los Angeles Film Critics Association
  - Nomination Miglior attore non protagonista a Patton Oswalt